# عبد علي اللامي
 عبد علي اللامي (مواليد 1941 -؟) هو فنان عراقي راحل اشترك في العديد من الأعمال الفنية في السينما والمسرح والتلفزيون، ونذكر أعماله السينمائية: (التجربة 1977) للمخرج المصري: فؤاد التهامي، و (يوم اخر 1979) للمخرج الراحل: صاحب حداد، و (الأسوار 1979) للمخرج: محمد شكري جميل، و (عمارة 13) للمخرج الراحل: صاحب حداد، و (سحابة صيف 1989) للمخرج: صبيح عبد الكريم، وفيلم (الملك غازي 1993) للمخرج: محمد شكري جميل، كما أن له أعمال مسرحية عديد نذكر منها مسرحية (المحطة 1985)، والتي حققت نجاحاً كبيراً، وكذلك اشترك في أعمالٍ تلفزيونيةٍ عديدةٍ نذكر منها: (دنانير من ذهب)، و (النادل الظريف) وغيرها.